# Fessisentidae
Famille
Les Fessisentidae sont une famille d'acanthocéphales. Les  acanthocéphales sont des vers à tête épineuse, c'est-à-dire de petits animaux vermiformesés. Ils sont parasites de vertébrés et sont caractérisés par un proboscis rétractable portant des épines courbées en arrière qui leur permet de s'accrocher à la paroi intestinale de leurs hôtes.

## Liste du genre et des espèces
La famille des Fessisentidae comprend un genre composé des espèces suivantes :
- Fessisentis Van Cleve, 1931
  - Fessisentis fessus Van Cleve, 1931
  - Fessisentis friedi Nickol, 1972
  - Fessisentis necturorum Nickol, 1967
  - Fessisentis tichiganensis Amin, 1980
  - Fessisentis vancleavei (Hughes et Moore, 1943)